# 薩拉馬
薩拉馬是危地馬拉的城市，也是下維拉帕斯省的首府，位於該國中部，距離首都危地馬拉市約100公里，始建於1562年，面積7776平方公里，海拔高度940米，2002年人口47,274。

## 外部連結
- Salamá municipality （页面存档备份，存于） (in Spanish)
- Salama article - Guatemalan Tourism Committee (in Spanish)
- A trip to Salama （页面存档备份，存于） (in Spanish)
- Hotel （页面存档备份，存于）          (in Spanish)

15°06′N 90°16′W / 15.100°N 90.267°W